# Écomusée du pays de la cerise
L'écomusée du pays de la cerise se situe au Petit Fahys, un des hameaux de la commune de Fougerolles-Saint-Valbert en Haute-Saône, dans l'Est de la France. Installé dans une ancienne distillerie, il présente à travers une muséographie mêlant expositions, projections de films, bornes multimédia et ambiance sonore, la vie quotidienne en Haute-Saône au XIXe siècle ainsi que les techniques de distillation du kirsch, une activité au départ agricole devenue une véritable industrie au XIXe siècle.

## Localisation
L'écomusée est implanté au 206, Le Petit Fahys, un des hameaux de la commune de Fougerolles-Saint-Valbert, à proximité de la route nationale 57, dans le département de la Haute-Saône en région Bourgogne-Franche-Comté.

## Histoire
Depuis longtemps, le pays fougerollais doit sa notoriété à la culture et à la distillation de la cerise (plus particulièrement de la guigne) ; d’où son surnom de « pays de la cerise ». Cette tradition remonte aux XVIIe et XVIIIe siècles, période à laquelle des cerisiers ont été plantés et ont ainsi favorisé l’apparition de distilleries « d’eau de cerise », plus connue sous le nom de kirsch. À partir de 1850, naissent à Fougerolles quelques entreprises industrielles et commerciales (Peureux, Bresson, Lemercier…) productrices d’eau de cerise, mais aussi de liqueurs et d’apéritifs (d’absinthe notamment). On en compte une quarantaine au tout début du XXe siècle ce qui fait de Fougerolles l’un des premiers pôles de production d’alcool en France. Mais leur déclin s’amorce à partir de 1915 lorsque le gouvernement français interdit la production et la consommation d’absinthe. Au début du XXIe siècle, quatre établissements perpétuent encore cette tradition artisanale et industrielle : Coulin, Devoille, Lemercier et Peureux.
Cette tradition ancienne de distillation de la cerise conduit Marcel Saire et d’autres Fougerollais passionnés à acheter, conserver et collectionner de nombreux objets témoins de ce patrimoine local pendant plus de vingt ans dans l’objectif d’en faire un écomusée. Ainsi naît l’écomusée du pays de la cerise avec l’aide de la Société d'agriculture, lettres, sciences et arts de la Haute-Saône (SALSA), de la DRAC (Direction régionale des affaires culturelles) de la Haute-Saône et de la municipalité en 1982, au sein d’une des premières distilleries de Fougerolles.
Celle-ci est construite en 1829 par Desle-Joseph Aubry, un paysan distillateur : elle se compose d’une maison de maître (comprenant les logements et les parties agricoles), à laquelle une salle de distillation est annexée en 1831, ainsi que d’une maison de domestiques, d’un « chalot » (dépendance typique des Vosges saônoises qui servait autrefois à entreposer les récoltes de la maison) et d’un grand verger. L’entreprise fut en activité pendant plus de 150 ans ; cela justifie donc le fait qu’elle ait été choisie pour abriter l’écomusée. En 1984, la maison est inscrite à l’inventaire général des Monuments historiques et en 2003, l’écomusée devient Musée de France.
Par la suite, au fil du temps, il connut plusieurs phases de modernisation. Ainsi, en 2001, débute un vaste programme de rénovation architecturale qui est récompensé par le Grand prix de l’architecture Grand Est en 2005 ; il s’agit de la construction d’un bâtiment d’accueil et d’une salle d’expositions temporaires (dite « salle du socle »). Puis une nouvelle muséographie pour le site, pensée par la scénographe de renom Audrey Tenaillon, est mise en place en 2007.

## Muséographie
L’écomusée se fixe pour objectifs d’étudier, de sauvegarder et d’exposer les savoir-faire et modes de vie des Fougerollais ; le visiteur découvre plus précisément comment la production de kirsch, au départ simple activité agricole, est devenue industrielle. La visite commence dans la maison de maître datant de 1829 ; à travers les pièces et les objets  exposés sont dévoilées au visiteur la vie traditionnelle fougerollaise, les manières d’habiter, de manger mais surtout de boire; il découvre également les croyances et symboles associés à la distillation. Ensuite, dans les nouveaux bâtiments, il  apprend tout ce qui touche l’arbre et le fruit, l’alcool, sa consommation ou encore sa législation.

### L’écomusée

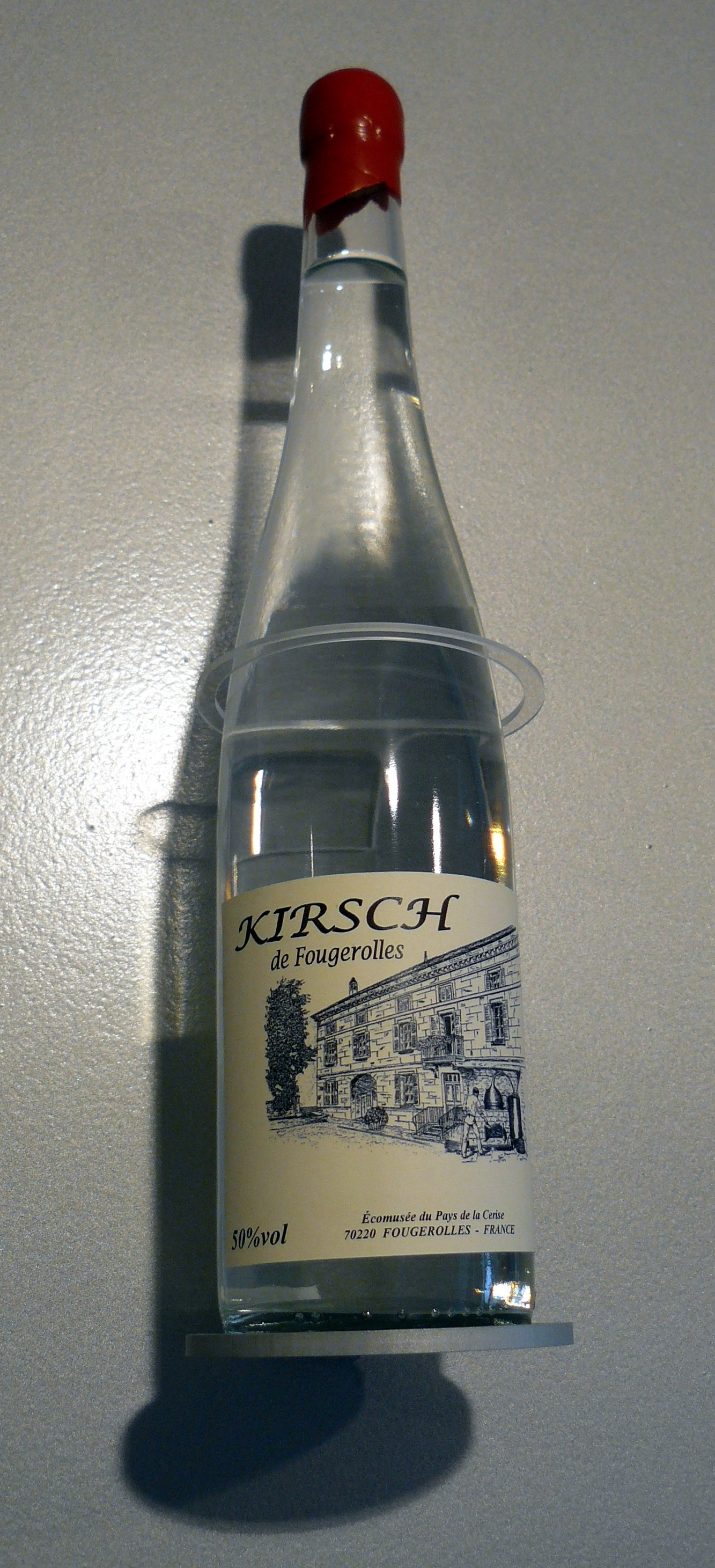
Kirsch de Fougerolles.

Le bâtiment est plus grand qu’une habitation traditionnelle. Il se compose de  trois parties ; l’exploitation agricole, la distillerie et l’habitation. Il a au départ été conçu pour abriter la vente et la distillation d’alcool au sein d’une ferme. Au travers de la cuisine, de la salle à manger et du bureau, on part à la rencontre de la famille Aubry qui est à l’origine de la distillerie et qui cherche à imiter, comme beaucoup d’autres, les « bourgeois des villes »  - soit sa clientèle. En effet, grâce à cette activité, la famille s’est enrichie, mais le petit-fils de Desle-Joseph Aubry dilapide le patrimoine familial en 1887.
Ensuite, on découvre la salle de stockage des alcools  dans laquelle sont exposés des  tonneaux et autres foudres, du matériel de conditionnement et diverses étiquettes qui soulignent  la diversification de la production des eaux de vie qui s’est opérée dès le milieu du XIXe siècle.
À l’étage, se trouvent les chambres qui laissent voir les manières de boire et les coutumes associées à l’alcool, qui touchent tous les moments de la vie : les naissances, les mariages, la conscription pour les hommes… Jusqu’aux années  1970, les cafés sont les principaux lieux de sociabilité.
S’ensuit le grenier, où le vieillissement du kirsch et les activités secondaires que ce dernier a développé (vannerie, tonnellerie) sont expliqués. L’on débouche ensuite sur une salle rouge et  verte qui renseigne sur le fait qu’à partir de 1915, année où la consommation et la production d’absinthe sont interdites, s’amorce le déclin des distilleries fougerollaises. Mais la production de kirsch connaît un renouveau à partir des années 1950, débouchant sur l’obtention de l’AOC pour le kirsch de Fougerolles en 2010.
On entre par la suite dans  le  «socle » une grande salle qui s’ouvre  sur le verger conservatoire de l’écomusée. Sont abordées là les différentes variétés et  la production de cerises à Fougerolles, à son apogée dans les années 1900. On comprend comment cette activité au départ agricole, est devenue industrielle par la suite, ainsi que son évolution jusqu’à nos jours (au niveau des techniques de récolte par exemple).
Enfin, la visite se termine par la  belle salle des alambics. On y apprend notamment qu’il existe deux types d’alambics : les alambics armagnacais dits à « distillation continue », et les alambics charentais dits « à repasse » qui impliquent une seconde distillation.

### Le verger conservatoire
Le verger est créé en 1991, dans le but de préserver les variétés endémiques de cerisiers. Sa mise en place a nécessité une longue enquête ethnologique auprès d’anciens producteurs ainsi que des greffes, faites sur des semis de cerisiers sauvages à partir de greffons d’anciennes variétés. Il compte aujourd’hui une quarantaine de variétés d’arbres.

## Expositions et manifestations temporaires
Tout au long de l’année, l’écomusée propose des manifestations et des expositions afin de mieux faire découvrir au grand public le patrimoine fougerollais. Par exemple chaque année a lieu lors de la floraison des cerisiers en avril « L’Écomusée en fleur » où l’on peut visiter le site, admirer les cerisiers en fleur et déguster des produits du terroir. Le Service des Publics aidés des Amis de l’écomusée organise régulièrement des dégustations, des projections de films, des concerts, des animations, des résidences d’artistes, des journées à thème…
De plus, il propose tout au long de l’année des expositions temporaires. Par exemple :
- Du 8 mars au 30 octobre 2014 : « Être enfant à Fougerolles 1880-1950 ».
- Du 18 mars au 15 novembre 2015 : « Petite absinthe entre amis », relatant l’histoire et la fabrication de l’absinthe ainsi que sa place dans le paysage fougerollais.
- Du 19 juin au 30 septembre : « Georges Saire », peintre fougerollais.
- D'avril à octobre 2016 : « La vache et le cerisier », exposition créée  en partenariat  avec  Le Parc Naturel Régional des Ballons des Vosges.
- Du 14 avril au 12 novembre 2017 : "Les inattendues", exposition d'art contemporain en partenariat avec le FRAC Franche-Comté.

## Fréquentation
Depuis la réouverture en 2007, la fréquentation est en hausse. Outre la rénovation, cela s’explique par le fait que l’Écomusée favorise l’accueil du public scolaire et bénéficie d’un Service des Publics dynamique. En 2014, il est l’un des sites les plus fréquentés de Haute-Saône avec près de 10 000 visiteurs.

## Réseaux
Dès 1982, lors de sa création, l’écomusée du pays de la cerise intègre le réseau des MTCC (Musées des techniques et cultures comtoises devenus Engrenages en 2017) et devient Musée de France en 2003. Il fait partie du circuit touristique « Maîtres verriers et maîtres distillateurs » proposé par Destination 70, du circuit touristique de la « route des chalots » et du Parc Naturel Régional des Ballons des Vosges.